# مسجد أحمد يحيى (الإسكندرية)
مسجد أحمد يحيى باشا أو مسجد يحيى هو مسجد، من معالم حي جناكليس الراقي بمنطقة الرمل بالإسكندرية أسس عام 1920، وله آذان مميز يسمع بمنطقتي جناكليس و زيزينيا يقع الجامع على طريق الحرية و له تصميم معماري فريد ومميز، ويتميز بواجهة مكونة من باب كبير و عدة نوافذ مصممة على طريقة الأرابيسك الخشبي.